# Luftangriffe auf Flensburg

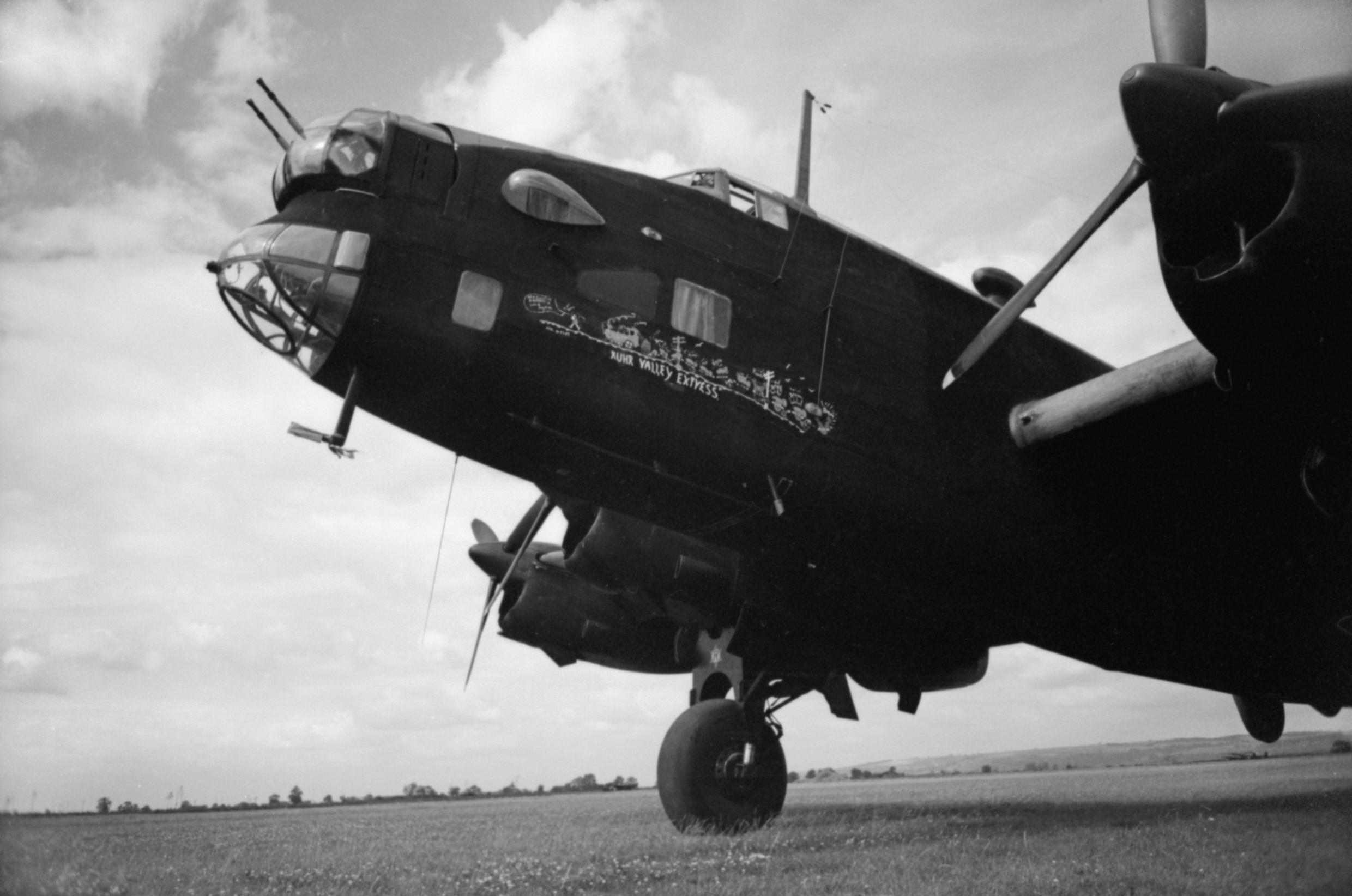
Die Handley Page Halifax W7710, der später in der Nacht vom 1. zum 2. Oktober 1942 nach einem Luftangriff auf Flensburg bei Niehuus abstürzte.

Die Luftangriffe auf Flensburg durch die Alliierten hatten zum Ziel, die Stadt Flensburg während des Zweiten Weltkrieges weitgehend zu zerstören. Nur auf Grund verschiedener Probleme während der 41 geflogenen Luftangriffe wurden die Pläne letztlich nicht umgesetzt. Dennoch starben 176 Bewohner der Stadt, 251 Bewohner wurden verletzt. 119 alliierte Soldaten starben bei den Luftangriffen. Das Glück und der Zufall, welche dazu führten, dass die Fördestadt weitgehend verschont blieb, führten zu verschiedenen Legendenbildungen.

## Gefährdungslage
Adolf Hitler begann bereits unmittelbar nach der nationalsozialistischen Machtübernahme 1933 mit den Kriegsvorbereitungen. Die größten Städte wurden von der deutschen Regierung daher im Geheimen schon früh nach ihrer Gefährdungslage hinsichtlich möglicher Luftangriffe in drei Kategorien unterteilt. Flensburg mit seinen in der Neustadt und Nordstadt gelegenen Kasernen (Duburg-Kaserne, Junkerhohlweg-Kaserne, Panzerkaserne, Grenzland-Kaserne), dem wichtigen Marinestützpunkt in Mürwik, der Flensburger Werft sowie der Anflugsmöglichkeit über die Nordsee wurde wie Kiel und Lübeck der Gefährdungsstufe I zugeordnet, womit Flensburg einen höheren Geldbetrag für die eingeleiteten Luftschutzmaßnahmen erhielt. Der Luftschutz wurde auf verschiedenen Ebenen ausgebaut. In der Folgezeit entstanden Bunker und Schutzräume. Am 11. Dezember 1933 wurde in Flensburg dementsprechend auch eine Luftschutzschule in der ehemaligen katholische Schule im Nordergraben, neben der Katholischen Kirche eröffnet, um Luftschutzwarte auszubilden.

## Die einzelnen Luftangriffe
Mit Beginn des Zweiten Weltkrieges im September 1939 wurde der zivile Luftschutz in Bereitschaft versetzt und es wurde die Verdunkelung der Häuser zur Nacht angeordnet. An verschiedenen Stellen der Stadt wurden Luftschutzgräben ausgehoben. Die ersten elf Monate des Krieges blieb Flensburg verschont vor Luftangriffen. Im Jahr 1940 kam es zu drei Luftangriffen, von denen nur einer erfolgreich für die angreifenden Briten war. Im Folgejahr wurden weitere 14 Luftangriffe geflogen. Bis zum Jahresende 1941 fielen jedoch nur 61 Spreng- und 373 Brandbomben auf die Stadt, von denen 40 als Blindgänger endeten, und die fünf Tote und 21 Verletzte zur Folge hatten. Erst 1942, als die Alliierten nach dem Kriegseintritt der USA zunehmend die Lufthoheit über Deutschland erlangten, begann auch die eigentliche Phase des Luftkrieges über Flensburg. Während des weiteren Kriegsverlaufes geriet das militärisch bedeutende Flensburg nach und nach immer mehr in den Planungsfokus für einen möglichen Großangriff. Hauptsächliches Angriffsziel war die Flensburger Werft, wo U-Boote produziert wurden. Durch fehlgeschlagene britische Angriffe mit erheblichen britischen Verlusten wurden im Sommer 1942 17 Flensburger getötet und 53 verletzt. Hätten damals die britischen Maschinen mit korrekter Navigation und ohne eigene Verluste Flensburg plangemäß bombardieren können, wäre die Stadt wohl schon Ende 1942 weitgehend zerstört gewesen. Doch das Glück sollte die Stadt auch in der Folgezeit nicht verlassen. So ist auch die heute noch verbreitete Ansicht falsch, dass nach dem schweren Tagesangriff durch US-amerikanische Bomber am 19. Mai 1943 die Stadt kein Angriffsziel mehr gewesen sei. Der größte Luftangriff auf die Stadt sollte vielmehr am 23. April 1945 erfolgen. Doch erst die Luftangriffe vom 2./3. Mai 1945 und 4. Mai 1945 forderten die letzten Opfer.

## Luftangriffe 1940

### Erster Luftangriff am 20. August 1940 in Weiche
Am 20. August 1940 um 2 Uhr, mitten in der Nacht, fand der erste Luftangriff der Briten auf Flensburg statt. Es entstand nur ein geringer Sachschaden. Getroffen wurde lediglich ein Gartengelände in Flensburg-Weiche hinter den Häusern Alter Husumer Weg 146/148. Es gab keine Toten oder Verletzte. Das eigentliche Ziel wurde offenbar verfehlt.

### Luftangriff am 11. Oktober 1940 um Mitternacht beim Flensburger Hafen
Beim Luftangriff vom 11. Oktober 1940 fielen um Mitternacht zwei Sprengbomben ins Wasser des Flensburger Hafens. Abermals wurde offenbar ein Ziel in der Stadt Flensburg verfehlt.
Des Weiteren wurde im Oktober 1940 im acht Kilometer westlich von Flensburg gelegenen Ort Ellund der Hof von Johannes Möller durch eine Brandbombe getroffen. Die Wirtschaftsgebäude des Hofes brannten vollständig nieder. Nordwestlich von Ellund befand sich in der Weltkriegszeit der „Scheinflugplatz Ellundfeld“ und nordöstlich von Ellund der „Scheinflugplatz Frösleefeld“. Die beiden Scheinflugplätze sollten die Luftangriffe auf Flensburg behindern. Auf Ellunder Gebiet gingen während des Weltkrieges 368 Bomben nieder.

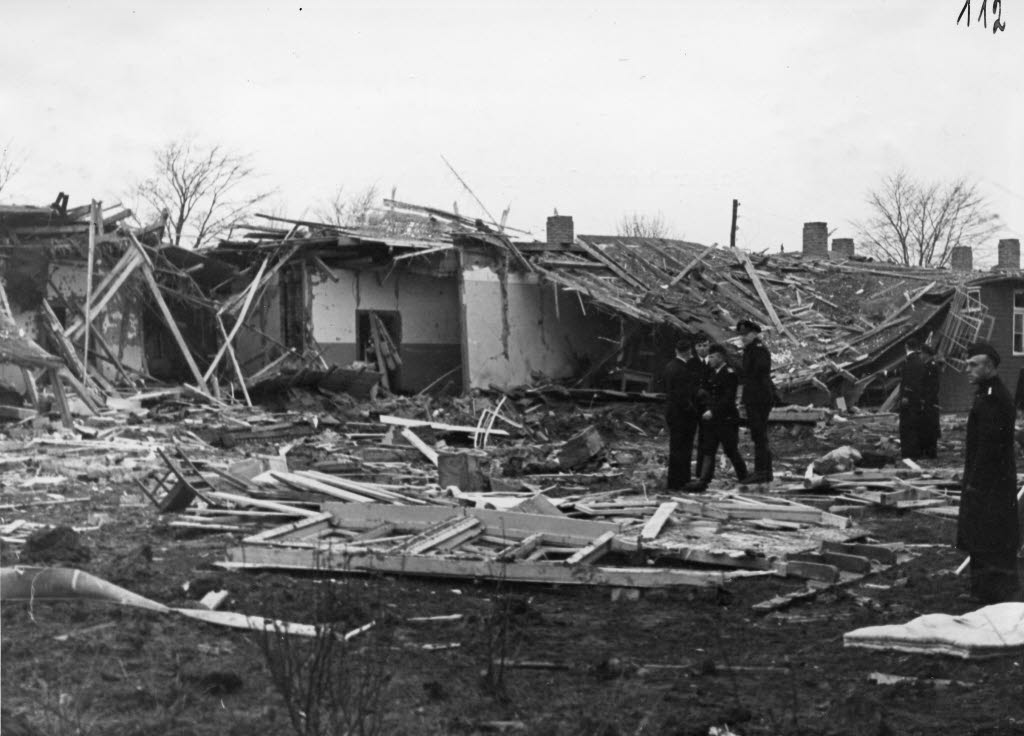
Zerstörte Scharnhorstlagerbaracke nach dem Luftangriff im November 1940

### Erster erfolgreicher Luftangriff der Briten am 20. November 1940
Am 20. November 1940 fand ein Luftangriff auf die Schiffbrücke und das im Stadtteil Westliche Höhe an der Westerallee gelegene Scharnhorstlager der Marine statt. — Das im Januar 1939 errichtete Scharnhorstlager umfasste 27 Baracken. In dem Lager soll offenbar zeitweise das Ersatzbataillon Infanterie Regiment 26 stationiert gewesen sein. Das Lager diente zudem damals wohl der Signalerausbildung der Marine. Heute befindet sich dort das Sportplatzgelände des Polizei-Sportverein Flensburg (PSV Flensburg). Eine der Lagerbaracken blieb im Übrigen umgebaut als Jugend- und Sportheim des PSV bis heute erhalten. — Abgeworfen wurden beim November-Angriff sechs Sprengbomben und 28 Brandbomben. Das Lagerstabsgebäude des Scharnhorstlagers war fast gänzlich zerstört. Es starben zwei Marinesoldaten. Sechs Marinesoldaten und zwei Putzfrauen wurden verwundet. An der Schiffbrücke wurde ein Bürger von Splittern eines Flakgeschützes getroffen. Ein Blindgänger lag bei den Häusern Westerallee 108/110.

## Luftangriffe 1941

### Luftangriff am 9. Januar 1941 beim Friedenshügel
Zwei britische Bomben hinterließen jeweils einen Krater beim Friedhof Friedenshügel. Zwölf Fenster bei der nahegelegenen Straße Boreasmühle wurden beschädigt.

### Luftangriff eines Einzelfliegers mit Brandbomben am 19. März 1941
Ein Einzelflieger warf zwei Sprengbomben und 110 Brandbomben über der Südstadt ab. Die Eisenbahnlinie Flensburg-Schleswig wurde unterbrochen. Im Haus Husumer Straße Nr. 60 kam es nur zu einem Zimmerbrand.

### Überflug in der Nacht vom 7./8. April 1941
Es kam in besagter Nacht zu einem Überflug, ohne Bombenabwurf. Eine abgeschossene Flakgranate verletzte einen Bürger bei der Kanzleistraße.

### Luftangriff vom 16. April 1941 bei der Mühlenstraße 1
Während des Luftangriffes wurden 12 Sprengbomben und 15 Brandbomben abgeworfen, von denen fünf als Blindgänger zu Boden gingen. Durch den Angriff wurde das Mühlerhaus, Mühlenstraße 1 erheblich beschädigt. Das dortige Hausmädchen wurde getötet und drei Personen verletzt. Bombensplitter beschädigten noch weitere Gebäude.
Das Haus Mühlenstraße 1 ist heute eines der Kulturdenkmale des Stadtteils Westliche Höhe.

### Erfolgloser Brandbombenangriff am 25. April 1941
Zehn Brandbomben fielen westlich der Stadt auf freies Gelände.

### Luftangriff mit Brandbomben auf den Bahnhof Flensburg-Weiche am 26. April 1941
Drei Sprengbomben und fünf Brandbomben trafen den Bahnhof im Stadtteil Weiche. Es wurden Waggons und Gleisanlagen beschädigt und zerstört. Ein Soldat und ein Eisenbahner wurden verwundet.

### Flurschäden durch Abwürfe am 9. Mai 1941 in Schäferhaus
Vier Sprengbomben und 70 Brandbomben wurden im Bereich Schäferhaus abgeworfen. Sie richteten nur geringe Flurschäden an.

### Folgenlose Abwürfe vom 26. Mai 1941 bei der Fuchskuhle
Abwürfe von fünf Sprengbomben auf den Bereich Fuchskuhle blieben ohne Folge.

### Folgenlose Abwürfe am 25. Juli 1941 im Hafen und dem Klueser Wald
Vier Sprengbomben und fünf Brandbomben fielen in den Hafen im Klueser Wald nieder. Sie verursachten nur Flur- und Glasschäden.

### Weitgehend folgenlose Abwürfe am 9. August 1941 über Kauslund und dem Hafen
Spreng- und Brandbomben wurden über Kauslund und dem Hafen abgeworfen. Ein Zivilist wurde dabei durch Flaksplitter verletzt.

### Folgenlose Abwürfe am 16. September 1941 nahe dem Friedenshügel
Spreng- und Brandbomben wurden beim Bereich Friedenshügel abgeworfen.

### Luftangriff vom 22. September 1941 auf den Freihafenbereich
Drei Sprengbomben und 30 Brandbomben trafen den Flensburger Freihafenbereich bei Kielseng. Dort wurden ein Silo, ein Packhaus, zehn Häuser sowie ein Güterwagen der Flensburger Hafenbahn getroffen und beschädigt. Einen Tag später traf die Leichte Reserve-Flak Abteilung 755 von Westerland zu Verstärkung der Luftverteidigung Flensburgs ein.

### Einzelfliegerabwürfe beim Wohnschiff Patria vom 26./27. Oktober 1941
Ein versprengter Einzelflieger warf zwei Sprengbomben nahe dem Wohnschiff Patria beim Marinehafen in Mürwik ab, die keine Schäden verursachten.

### Abwürfe vom 31. Oktober/1. November im südlichen Bereich der Stadt
In der Nacht war zum wiederholten Mal Hamburg britisches Primärziel. Auf Grund des schlechten Wetters verflog sich eine der britischen Maschinen nach Flensburg und warf dort vier Sprengbomben und 50 Brandbomben im Bereich Husumer Straße, der Feldmühle und der Exe ab. Dabei starb ein Ehepaar. Drei Personen wurden verletzt.

## Luftangriffe 1942

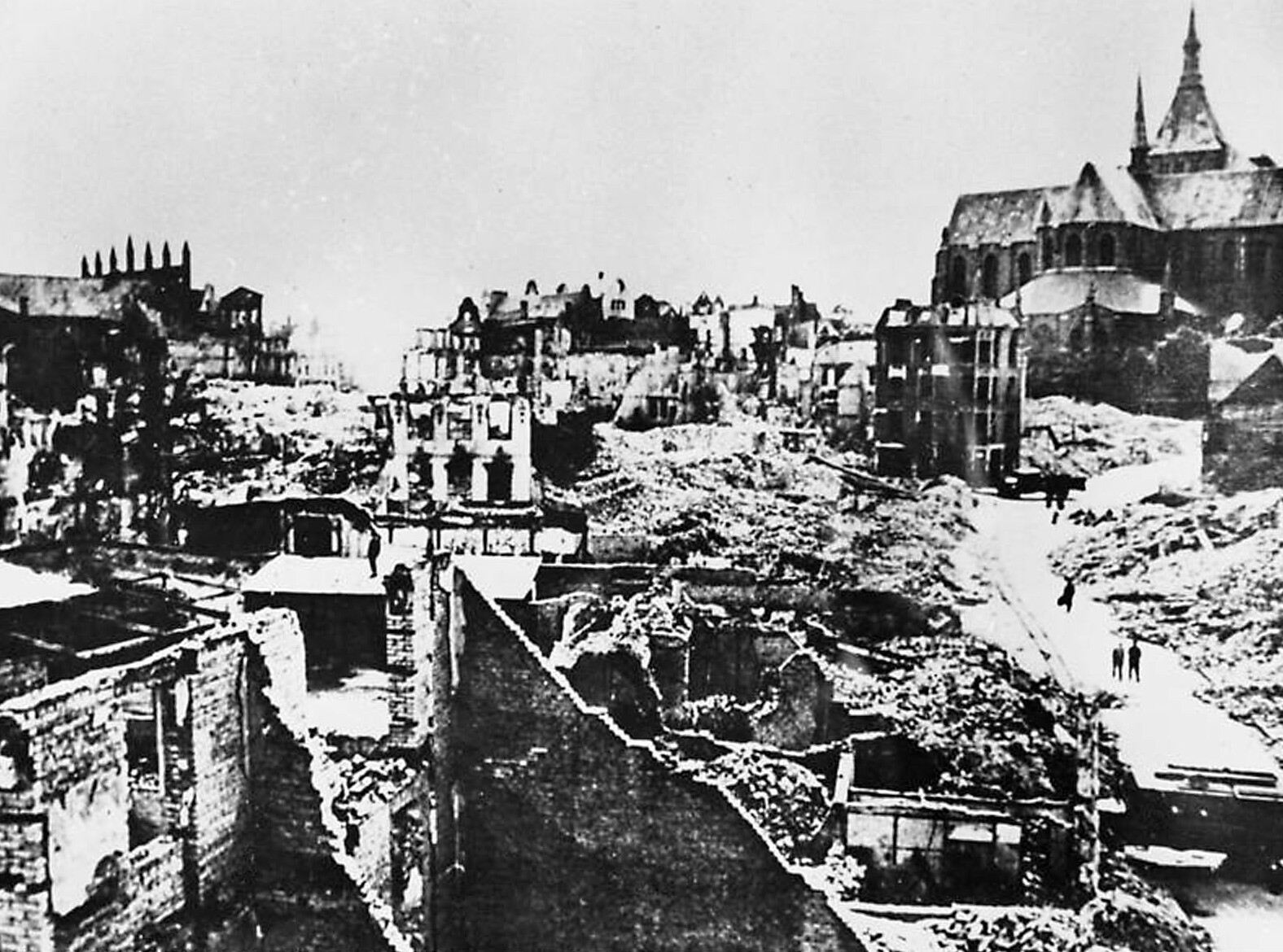
Seit 1942 drohte Flensburg die Zerstörung wie Rostock. Im Bild die Rostocker Marienkirche inmitten der Zerstörung der Luftangriffe.

### Luftangriff am 26. Februar 1942 mit drei Toten während derweil Flächenbombardements beschlossen werden
Am 26. Februar wurden fünf Sprengbomben über Flensburg abgeworfen, beim Südergraben sowie An der Reitbahn. Ein Ehepaar und ein Kind starben.
Mitte Februar 1942 beschlossen die Briten, deutsche Städte mit Flächenbombardements zu überziehen. Der deutsche Kriegswille sollte gebrochen werden (siehe Area bombing directive). Es folgte der schlimme Luftangriff auf Lübeck am 29. März 1942 sowie die verheerenden Luftangriffe auf Rostock vom 23. bis 27. April 1942. In der Folgezeit sollte Flensburg verstärkt in den Fokus des RAF Bomber Command geraten. Hierfür gab es zwei Gründe. Der erste Grund war, dass irgendwann im Jahr 1941 die Flensburger Werft mit der Herstellung von U-Booten der Klasse VII des Typs VII C begonnen hatte. Der zweite Grund resultierte aus den Bombardierungen von Lübeck und Rostock. Flensburg hatte eine ähnliche alte Bausubstanz, die optimal für Brandangriffe war.

### Luftangriff durch einen wohl aus Rostock zurückkehrenden Bomber am 24. April 1942 auf Engelsby
Ein wohl aus Rostock zurückfliegender Bomber bombardierte vermutlich ungeplant den Stadtteil Engelsby, auf der Ostseite der Förde, mit einer 2.000 Pfund-Bombe. Drei Häuser im Neuen Weg wurden zerstört. Daneben wurden noch 66 Gebäude beschädigt, zum Teil stark beschädigt. In einem Umkreis von vier Kilometern zersprangen die Fensterscheiben. Bei der Bombardierung starb ein Schüler. Sieben Menschen wurden verletzt.

### Luftangriff durch einen wohl aus Kiel zurückkehrenden Bomber am 29. April 1942 auf Hafen und Marienhölzung
Nach einem nächtlichen Luftangriff auf Kiel entledigten wohl zwei Bomber sich ihrer Bombenlast über Flensburg. Der erste Bomber traf mit ungefähr 200 Brandbomben das Gebiet Blasberg, den Hafen, die Alte Werft sowie die Neustadt. An der Ballastbrücke brachen darauf sechs kleinere Feuer aus. Der zweite Bomber bombardierte mit sechs Sprengbomben und 200 Brandbomben die Marienhölzung. An siebzig Stellen des Waldes brach Feuer aus. Schnelllöschkommandos konnten die Brandherde löschen. Vierzig Blindgänger mussten entschärft werden.

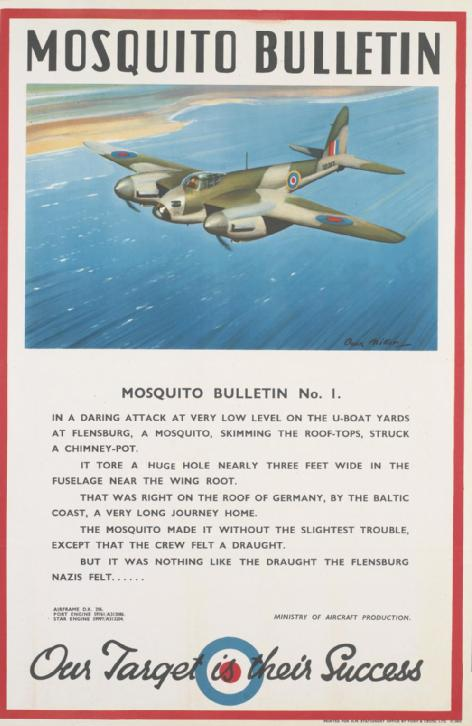
Britisches Poster aus der Zeit des Zweiten Weltkrieges mit einer de Havilland DH.98 Mosquito die übers Meer nahe der Küste fliegt, mit einem beigefügten Bericht zum gerammten Flensburger Ziegelschornstein des Luftangriffs vom 11. Juli 1942 auf Flensburg: „Mosquito Bulletin No. 1. In a daring attack at very low level on the U-boat yards at Flensburg, a mosquito, skimming the roof-tops, struck a chimney-pot. It tore a huge hole nearly three feet wide in the fuselage near the wing root. That was right on the roof of Germany, by the Baltic coast, a very long journey home. The mosquito made it without the slightest trouble, except that the crew felt a draught. But it was nothing like the draught the Flensburg Nazis felt... Airframe D.K. 296. Port engine 59761/a313086. Star engine 59997/a313204. Ministry of Aircraft Production. Our target is their success. Printed for H.M. Stationery Office by Fosh and Cross. Ltd.“

### Luftangriff durch sechs Mosquito-Bomber am 2. Juli 1942, erster Testlauf
Die Tagesattacke diente als Testlauf für den im August geplanten großen Luftangriff. Sechs Mosquito-Bomber wurden ausgesandt. Eine Maschine wurde über der Nordsee durch Jagdflieger abgefangen und abgeschossen. Die restlichen Maschinen griffen aus der Richtung des Kollunder Waldes im Tiefflug die U-Boot-Werft an. Die dortige Flak schoss eine der Maschinen ab. Die restlichen Flugzeuge warfen 21 Sprengbomben und 67 Brandbomben ab. Teile der Werft wurden zerstört, eines der U-Boote beschädigt. Das Gaswerk wurde getroffen. Es fiel für vier Tage aus. 25 Häuser im Gebiet zwischen der Hochstraße und Gertrudenstraße wurden beschädigt. Es starben vier Menschen, 33 wurden verletzt.

### Luftangriff durch sechs Mosquito-Bomber am 11. Juli 1942, zweiter Testlauf
Der Einsatz diente abermals als Testlauf für den im August geplanten großen Luftangriff. Um 19 Uhr tauchten drei Flugzeuge in einem äußerst tiefen Tiefflug über dem Ostufer auf. Der Flakbeschuss konnte nichts gegen sie ausrichten, sondern tötete einen eigenen Fernmelder und zwei weitere Flensburger Bürger. Nach der Rückkehr nach England wurde in einer der äußerst tiefgeflogenen Maschinen ein mitgebrachter Ziegel eines gerammten Flensburger Schornsteins entdeckt. Die Flugzeuge warfen sechs Sprengbomben und 22 Brandbomben auf Flensburg ab. Es entstanden einige wenige leichtere Schäden auf der Werft. Die U-Boot-Fertigung wurde durch den Angriff nicht beeinträchtigt.
Von dem Vorfall mit dem gerammten und teilweise nach England verbrachten Ziegelschornstein berichtete am 13. Juli auch die Londoner Times.

### Luftangriff der Pathfinder Force am 18. August 1942
An besagtem Tag sollte in Flensburg eine neue Strategie des Luftkrieges zum Einsatz kommen. Die vorherigen kleinen Angriffe auf die U-Boot-Produktion hatten kaum Wirkung gezeigt. Die am 15. August aufgestellte Pathfinder Force, aus erfahrenen Bomber-Besatzungen, sollte in einer ersten Welle mit Sprengbomben, Leuchtbomben und Brandbomben die Ziele markieren. Anschließend sollte der Hauptverband, mit weniger erfahrenen Besatzungen, die nun auf einfache Weise erkennbaren Zielbereiche bombardieren. 31 Pathfinder-Bomber sowie ein Hauptverband aus 87 Bombern starteten mit dem Ziel Flensburg. Sie trugen eine Bombenlast von 337 Sprengbomben und 22.372 Brandbomben. Wie zuvor Lübeck (am 28./29. März) und Rostock (vom 23. bis 27. April) sollte Flensburg nun durch einen entfachten Flächenbrand zerstört werden. Doch die Stadt blieb verschont. Die Pathfinder-Bomber wurden durch starken Wind nach Norden abgetrieben, markierten in der Nacht das falsche Zielgebiet, eine rund 40 Kilometer entfernte Bucht bei der Halbinsel Sundewitt, zwischen Apenrade, Nordburg und Sonderburg. Die nachfolgenden Maschinen warfen ihre Last zum Großteil auf freien Feldern ab. Dennoch wurden ganze 700 Gebäude beschädigt und ein Mensch starb. Den Engländern gingen vier Maschinen verloren. Zunächst glaubten die Briten an einen Erfolg der Mission. Erst einige Wochen später erkannten sie den Misserfolg. Im September und Oktober sollten daher kleinere Angriffe die verfehlten Ziele treffen.

### Der durch Fehlnavigation stark abgeschwächte Luftangriff vom 23. September 1942
Das RAF Bomber Command schickte 28 Handley Page Halifax auf ihren Weg nach Flensburg. Die Maschinen trugen eine Bombenlast von 168 1000-Pfund-Sprengbomben sowie von 5040 4-Pfund-Brandbomben. Der Angriffsverband hatte den Auftrag den Angriff gleichzeitig gemeinsam auszuführen, damit maximaler Schaden entstände. Doch bei 20 der Flugzeuge wurde falsch navigiert. Sie bombardierten stattdessen die Dörfer Achtrup, Ellund, Fröslee, Havetoftloit, Hürup, das dänische Kiskelund (wo möglicherweise zu dieser Zeit schon eine Scheinstadt für Flensburg aufgebaut war), die heutigen dänischen Vororte Krusau, Padborg, die Bahnstrecke Flensburg-Weiche–Lindholm, die Bahnstrecke Flensburg-Schleswig und abermals die Stadt Kiel sowie freies Gelände und die Nordsee. Die restlichen Maschinen warfen nur 35 Sprengbomben und 500 Brandbomben ab. Einige wenige Teile der Werft wurden beschädigt. U-Boote wurden nicht beschädigt. In der Südstadt wurde der Wasserzulauf der Papiermühle verschüttet. Außerdem wurden Rohre des Wasserwerkes zerstört, weshalb die Wasserversorgung der Stadt in den folgenden Tagen ausfiel. Die Wasserversorgung musste in dieser Zeit durch Brunnen und Tankwagen sichergestellt werden. Sechs Flensburger Bürger wurden schwer verletzt. Fünf der angreifenden Maschine wurden abgeschossen. Zwei der Maschinen stürzten beim Kraftwerk beim Bahnhof ab.

### Luftangriff vom 1. Oktober 1942 und Zerstörung der Backensmühle
Das RAF Bomber Command entsandte nach den vorherigen Misserfolgen abermals 27 Halifax nach Flensburg, von denen nur 12 bis 15 Maschinen die Stadt erreichten, wo sie unter starken Flakbeschuss gerieten. Acht von den Bombern wurden über der Stadt abgeschossen. Einer von ihnen stürzte brennend bei der Mühle St. Pauly in der Südstadt ab. Die häufig auch Backensmühle genannte Ölmühle aus den 1830er Jahren, die zum Mühlentyp der Holländerwindmühlen gehörte, brannte vollständig aus und wurde nicht mehr wiederaufgebaut. Sie stellt einen der wenigen kulturell bedeutsamen baulichen Verluste des Luftkrieges in Flensburgs dar. Ein weiterer Bomber (die Halifax W7710 der No. 405 Squadron RCAF; siehe Bild oben) stürzte bei Niehuus ab. Auch beim Flensburger Bahnhof und beim Bahnhof in Weiche stürzten Maschinen ab.
Die britischen Bomber warfen 46 Sprengbomben und 120 Brandbomben ab. Sie trafen eine ganze Anzahl von Wohnhäusern im südlichen Teil der Stadt. Zwei Flensburger Bürger wurden getötet und zwei verletzt. Die 45 an diesem Tag abgestürzten britischen Soldaten wurden seinerzeit auf dem Friedhof Friedenshügel begraben. Später wurden sie auf den Kiel War Cemetery umgebettet.

### Luftangriff vom 27. Oktober 1942 mit drei Mosquito-Bombern auf die Werft und Mürwik
Drei Mosquito-Bomber rauschten mit 500 km/h im Tiefflug von zwei bis fünf Metern über der Wasseroberfläche der Förde. Zwei der Maschinen gingen bei der Werft auf eine Angriffshöhe von 20 bis 30 Metern und warfen ihre Sprengbomben ab. Der dritte Pilot wich einem Flakbeschuss aus (vgl. Marine-Flak-Regiment – Kiel) und warf nahe dem Parkhof im Stadtbezirk Stützpunkt Flensburg-Mürwik seine Bomben ab. Die Schäden waren nicht unbeträchtlich. Auf der Werft wurden zwei Hallen zerstört. In einer befand sich die Kupferschmiede. Auch Kräne wurden beschädigt. Von den U-Boot-Neubauten wurde eines leicht und ein zweites schwer beschädigt. 38 Gebäude wurden in Mürwik im Straßenbereich Kaiser-Wilhelm-Straße/Parkstraße (Klosterholz) beschädigt. Vollständig zerstört wurde das Wohnhaus der Familie Engel in der Parkstraße 9.

## Luftangriffe 1943

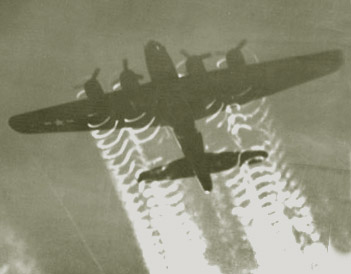
B-17-Bomber mit seinen markanten Kondensstreifen

Am 1. März 1943 wurden in Flensburg fünfzehnjährige Schüler als Luftwaffenhelfer eingezogen.

### Schwerer Tagesangriff durch US-amerikanische Bomber am 19. Mai 1943
64 US-amerikanische B17-Bomber der 8. US-Luftflotte flogen zur Mittagszeit des 19. Mai 1943 in Richtung Flensburg. Um Flensburg herum wurden Sperrballone in die Luft gelassen und die deutschen Fliegerabwehrkanonen fingen an aus allen Rohren zu schießen, erreichten die höher fliegenden Bomber aber nicht. Deutsche Abfangjäger gelang es offenbar neun der Maschinen schon während des Anflugs auf Flensburg zu beschädigen. Zwei US-Soldaten wurden durch Beschuss getötet, vier verletzt. Deshalb drehten neun der Maschinen offenbar frühzeitig ab. Der Luftangriff der restlichen 55 Maschinen konzentrierte sich auf den Norden der Stadt (Neustadt und Nordstadt), wo sich verschiedene Industrieanlagen mit der Stadtwerke Flensburg befanden. An diesem Tag fielen nur 78 Bomben ins Wasser des Hafens. Ganze 458 Bomben fielen auf den nördlichen Teil der Stadt.
Mit fast symbolischer Wirkung war an diesem Tag auch Flensburgs Wahrzeichen, das Nordertor, beschädigt worden. Die Rüstungsbetriebe im Norden der Stadt waren schwer getroffen worden. Drei U-Boote waren auf der Werft beschädigt worden. Ganze Teile der Werft waren zerstört. So war auch die Schiffsreparaturwerkstatt der Firma Johannsen & Sörensen an diesem Tag schwer getroffen worden. Eine Hochspannungsleitung des Kraftwerkes war gerissen. Die Stromversorgung fiel deshalb für Tage aus. Das Gaswerk war so schwer getroffen worden, dass die Gasversorgung der Bevölkerung nicht mehr möglich war. Das Wasserwerk Ostseebad war ebenfalls beschädigt worden. Es kam bis mindestens zum 20. Mai zu Wasserausfällen. Getroffen waren auch einige Ernährungsbetriebe. Der Grenzschlachthof war völlig zerstört worden. Ein Viehhof war schwer beschädigt. Die Nordische Kakao- und Schokoladen-Fabrik war zu fünfzig Prozent zerstört. Über mehrere Wochen fiel auch dort die Fertigung aus. Wehrmachtsgebäude waren kaum betroffen. Einen Volltreffer erhielt das Stabsgebäude der Duburg-Kaserne. Des Weiteren war auch eine Marine-Unterkunftsbaracke am Ostseebad getroffen worden. Die umliegenden Wohnbauten des Industriegebietes gerieten im Verhältnis kaum in Mitleidenschaft, dennoch waren 14 Wohngebäude völlig zerstört, 63 schwer und 325 leicht beschädigt worden. Außerdem waren mehrere Straßenbahnwagen, die sich im Straßenbahndepot befunden hatten, beschädigt worden. Im als Bunker dienenden Keller der Fischkonservenfabrik an der Batteriestraße starben von 270 Schutz suchenden Menschen, 21 Erwachsene und 15 Kinder des dänischen Kindergarten Mariehjem. Wasser aus einer aufgerissenen Leitung war in den verschütteten Bunker geflossen. Die Eingeschlossenen ertranken. Insgesamt starben 83 Menschen an diesem Tag. 111 Menschen wurden verletzt.
Am 24. Mai 1943 wurden die Toten auf dem Friedhof Friedenshügel bestattet. Auf Wunsch der dänischen Minderheit erhielten die Kinder eine eigene Grabstätte. Mit dem erfolgreichen Luftangriff war zumindest ein Teil des durch die Briten verfolgten Zieles erreicht, die Flensburger Produktion der U-Boote geriet ins Stocken. Nach Fortschritten bei der Ortung von U-Booten, im Bereich des Radars sowie der Entzifferung des Enigma-Codes, entschied sich zudem der U-Boot-Krieg zu Gunsten der Alliierten. Die Luftangriffe auf die Werft verloren an Bedeutung.
Mit den schweren Luftangriffen auf Hamburg von Juli bis August 1943, begannen erste Evakuierungen aus Hamburg nach Flensburg. Auch viele Verwundete wurden nach Flensburg gebracht. Nach und nach wurden Schulen, wie beispielsweise das Alte Gymnasium, in Lazarette umgewandelt. Besagte Lazarettnutzungen sowie der Mangel an Lehrpersonal und der häufiger werdende Fliegeralarm führten so auch immer mehr zu Störungen des Schulunterrichts.

### Bombenabwürfe über der Südstadt am 13. November 1943
Die 8. US-Luftflotte schickte am frühen Vormittag des Tages 272 Bomber und 390 Begleitjäger in Richtung Bremen. Wohl auf Grund der Wetterlage suchten einige der Maschinen Ersatzziele in der Region Flensburg – Kiel. Ungefähr ein Dutzend Flieger erreichten um 11.20 Uhr die Südstadt von Flensburg und warfen 1200 Brandbomben, jeweils mit einem Gewicht von 100 Pfund ab. Die Bomben entflammten einen Güterwagen und drei einfache Lagergebäude beim Güterbahnhof. Vier Wohnhäuser wurden beschädigt. Ein Fremdarbeiter aus Belgien wurde schwer verletzt. 50 Bomben verblieben als Blindgänger im Boden. Deutsche Jagdflieger verfolgten eines der angreifenden Flugzeuge. Das in Bedrängnis geratene Flugzeug warf daraufhin die noch verbliebene Bombenlast ab. Eine der Brandbomben traf das Gehöft der Familie Detlefsen (Haurup Süd 10). Es brannte vollständig nieder.
Bei diesem oder einem weiteren Angriff auf den Flugplatz Flensburg-Schäferhaus im Herbst 1943 wurden auch zwei Häuser in Oberlangberg am Rande des Flugplatzes in Brand geschossen (das Haus der Familie Herrmansen (Oberlangberg 1) sowie das Familie
Kopp (Oberlangberg 4)).

## Luftangriffe 1944
Im Jahr 1944 sollte nur der Flugplatz Flensburg-Schäferhaus angegriffen werden. Im selben Jahr richtete die deutsche Luftwaffe im Übrigen beim dänischen Fårhus (deutsch auch: Schafhaus) einen neuen Militärflugplatz für Jagdflugzeuge an. Der Flugplatz, der somit 9,5 Kilometer nördlich vom Flugplatz Schäferhaus beziehungsweise 4 Kilometer nördlich vom „Scheinflugplatz Frösleefeld“ lag, erhielt den Namen „Feldflugplatz Schafhaus“ (dänisch: Fårhus Feltflyveplads).

### Erfolgreicher erster Angriff auf den Flugplatz Flensburg-Schäferhaus am 15. April 1944
Die 8. US-Luftflotte ließ erstmals den Flugplatz Flensburg-Schäferhaus durch Flugzeuge im Tiefflug mittels Bordwaffen und Brandmitteln angreifen. Die angreifenden Flugzeuge, vermutlich vom Typ Republic P-47, entflammten sechs am Boden befindliche Torpedobomber, vermutlich des Typs Heinkel He 111. Einige nahegelegene Gebäude wurden durch die Bordmunition getroffen. Es starben zwei Frauen mit einem Säugling. Zwei andere Frauen und ein weiteres Kind wurden verletzt.

### Erfolgloser Abwurf auf den Flugplatz Flensburg-Schäferhaus am 16. September 1944
Die vermutlich von einer einzelnen britischen Maschine beim Flugplatz abgeworfenen 50 Brandbomben fielen allesamt auf freies Gelände und verursachten keinen Schaden.

## Luftangriffe 1945
Nach dem schweren Angriff auf die Werft im Vorjahr konnte die Werft für 1943 das Liefersoll von neun U-Booten nicht erreichen. 1944 wurde die Flensburger U-Boot-Produktion eingestellt.

### Einzelabwurf am 16. Januar 1945 bei der Eckernförder Landstraße
Am 16. Januar wurde von einem Flieger bei der Eckernförder Landstraße nahe der Bahnüberführung eine Sprengbombe abgeworfen, die einen Krater von ungefähr 3,50 Metern im Boden hinterließ.
Die anschließenden zwei Monate, Februar bis März, wurden wohl keine Luftangriffe geflogen.

### Angriff zweier B-17-Bomber auf den Flugplatz Flensburg-Schäferhaus am 3. April 1945
Zwei B-17-Bomber bombardieren den Flugplatz Schäferhaus mit zwanzig 500-Pfund-Sprengbomben. Getroffen wurden das Rollfeld sowie eine Werkstatthalle. Des Weiteren wurden einige angrenzende Häuser im Bereich Schäferhaus leicht beschädigt.

### Angriff durch vier Mosquitos auf den Flugplatz Flensburg-Schäferhaus am 13. April 1945
Vier angreifende Mosquitos schossen mit Bordwaffen auf abgestellte Flieger. 20 Maschinen wurden zerstört, 26 beschädigt. Drei Russen, die Hilfsdiensttätigkeiten leisteten, wurden dabei getötet.

### Luftangriff bei der Hebbelschule am 17. April 1945
Bei einem Luftangriff bei der Hebbelschule (siehe: Auguste-Viktoria-Schule (Flensburg)) mit 100 Schuss Bordmunition wurde ein Artillerie-Gefreiter verletzt.

### Luftangriff auf Flensburg-Weiche und die Innenstadt am 19. April 1945
Mehrere Mosquitos warfen am 19. April auf Weiche 10 Spreng- und 600 Brandbomben ab. Das Ostarbeiterlager sowie Teile des Güterbahnhofs wurden getroffen. Ein Wohnhaus wurde zerstört. Zwanzig wurden beschädigt. Ein Luftschutzkeller wurde in der Straße Lange Reihe direkt getroffen. Es starben zwei Frauen, ein fünfjähriges Kind und ein Baby. Drei Frauen wurden lediglich verletzt. Außerdem wurde die Flensburger Innenstadt mit Bordwaffen beschossen.

### Erneuter Angriff auf den Flugplatz Flensburg-Schäferhaus am 20. April 1945
Ein angreifendes Flugzeug schoss mit Bordwaffen auf zwei am Boden befindliche deutsche Flugzeuge. Eine Maschine wurde zerstört, die andere beschädigt.

### Angriff auf den südlich von Flensburg gelegenen Fliegerhorst Eggebek am 21./22. April 1945
In der Nacht vom 21. auf den 22. April flogen 16 Mosquitos einen Angriff gegen den 18 Kilometer südlich von Flensburg gelegenen Fliegerhorst Eggebek.

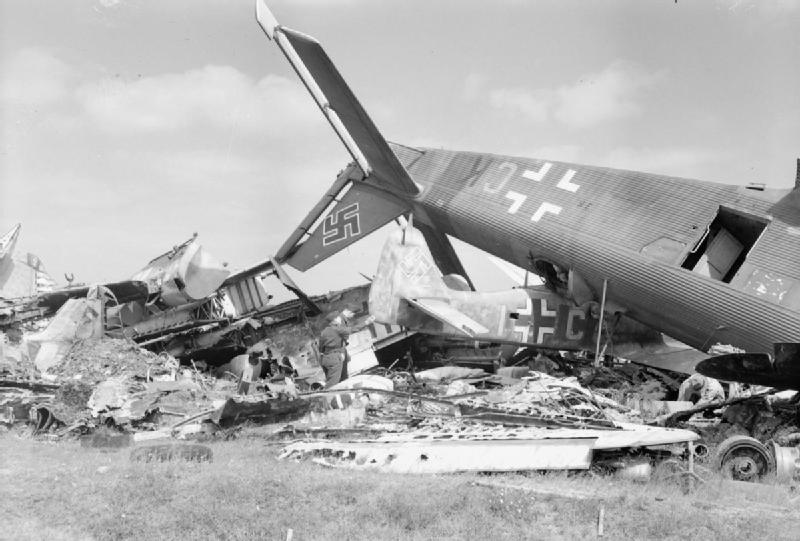
Zum Ende des Krieges setzen sich zahlreiche Flieger nach Flensburg ab und landeten in Schäferhaus. Nach dem Ende des Krieges ließen die Briten die Übrigen noch flugfähigen Maschinen dort verschrotten.

### 23. April 1945, der größte Luftangriff auf die Stadt
Im April 1945 war die Stadt bereits überfüllt mit Flüchtlingen (vgl. Einwohnerentwicklung von Flensburg). Am 23. April wollten die Briten letztlich doch noch einen erfolgreichen Großangriff auf die Fördestadt fliegen. 148 viermotorige Lancaster-Bomber, mit einer Bombenlast die größer war als alles was zuvor schon auf Flensburg abgeworfen wurde, starteten an diesem Tag Richtung Flensburg um die Bahnhofs- und Hafenanlagen zu bombardieren, wobei sie große zivile Verluste mit in Kauf nahmen. Auch diesen „Schicksalstag“ überstand Flensburg abermals durch Glück. Eine geschlossene Wolkendecke verbarg die Stadt. Die Bomber drehten im letzten Moment ab und sie kehrten um. Abermals hatte die falsch eingeschätzte Wetterlage die Stadt gerettet.
Zum Ende des Krieges hin kamen auch immer mehr Nazi-Größen über die Rattenlinie Nord nach Flensburg. Anfang Mai bezog die letzte Reichsregierung die Marinesportschule in Mürwik.

### Luftangriff vom 2./3. Mai 1945 mit letzten Opfern und Zerstörung des Margarethenhofspeichers
Am 2. Mai zwischen 23.18 und 1.40 Uhr in der Frühe fielen noch einmal britische Bomben auf die Stadt. Ungefähr 15 Mosquito-Bomber beteiligten sich an diesem Angriff. Eines der britischen Flugzeuge warf um 23.18 Uhr einen Behälter mit 60 Zielmarkierungen über der Nachrichtenschule ab. Vier Sprengbomben gingen in Folge auf die Straßenbahn bei der Endhaltestelle bei Mürwik vor dem Kasernentor nieder. Eine Luftwaffenhelferin und sechs Soldaten starben. 32 Menschen starben zudem im getroffenen Hilfskrankenhaus in der Landwirtschaftsschule an der Schleswiger Straße im Süden der Stadt.
Des Weiteren wurde an diesem Tag der Speicher des Margarethenhofes in der Johannisstraße 78 durch einen Bombenabwurf zerstört. Der zerstörte Speicher stellt einen der wenigen kulturell bedeutsamen baulichen Verluste durch den Luftkrieg in Flensburgs dar. In der Nachkriegszeit wurde ein ähnlicher, aber schlichterer Bau an derselben Stelle errichtet.
In besagten Stunden des Luftangriffes waren noch insgesamt 64 Zielmarkierungsbomben, 44 Fünfhundert-Pfund-Sprengbomben sowie 120–150 Brandbomben abgeworfen worden. Es starben insgesamt noch 56 Menschen; 36 Erwachsene und 20 Kinder, von denen wohl die meisten zuvor geflüchtet waren. Einige der Kinder hatten während ihrer Flucht aus dem Osten schon die Eltern verloren. Da sie in Flensburg angekommen ihren Namen nicht sagen konnten, und die namentliche Registrierung auf Grund der Überlastung kaum noch stattfand, wurden sie als Namenlose auf dem Friedhof Friedenshügel begraben. 32 Menschen wurden verletzt.
Die Flensburger Nachrichten konnten auf Grund der durch den Luftangriff unterbrochenen Stromversorgung an diesem Tag nicht erscheinen. Beim Sandberg hängten nach dem Luftangriff einige Familien weiße Betttücher aus den Fenstern.

### Letzte Angriffe am 4. Mai 1945
Am 4. Mai 1945 warfen fünf Tiefflieger acht Brandbomben auf den Flugplatz Schäferhaus ab. Es wurden am Boden befindliche Flugzeuge sowie die Reparaturhalle zerstört. Zwei Soldaten starben. Des Weiteren wurde der Sonderzug von Karl Dönitz, der nach Flensburg gebracht werden sollte, auf dem kleinen Bahnhof Sörup, ungefähr zehn Kilometer südöstlich von Flensburg gelegen, von britischen Flugzeugen angegriffen. Der Kommandant des Sonderzuges war Asmus Jepsen, der kurz darauf, auf Grund von Problemen mit dem Sonderzug, zu einem Opfer der NS-Marinejustiz wurde. Am selben Tag griffen außerdem noch einige Flieger mehrere Schiffe sowie zwei U-Boote, im Gebiet zwischen Kiel und Flensburg an.

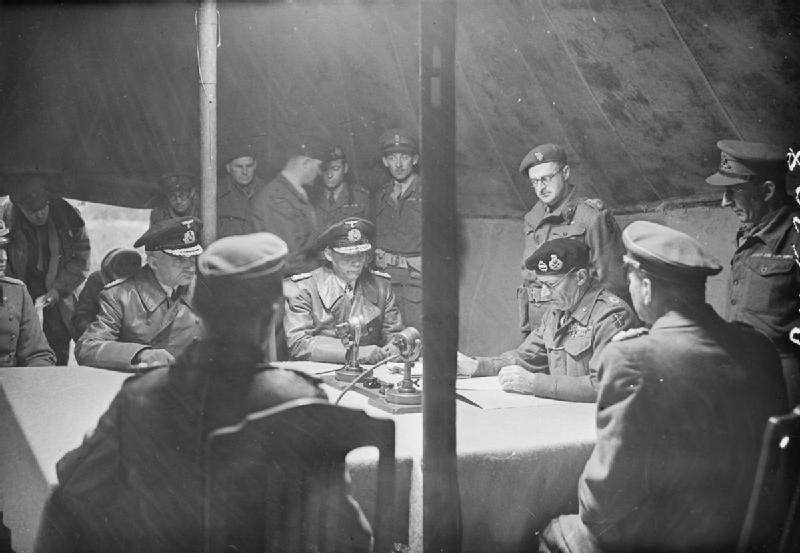
Mit der Unterzeichnung der Teilkapitulation endete auch die Bombardierung von Flensburg.

## Ende der Luftangriffe mit Kriegsende
Am 4. Mai unterzeichnete Hans-Georg von Friedeburg im Auftrag des letzten Reichspräsidenten Karl Dönitz, der sich mit der letzten Reichsregierung nach Flensburg-Mürwik abgesetzt hatte, die Teilkapitulation für die Truppen in Norddeutschland, Dänemark, Niederlande und Norwegen. Die Stadt Flensburg sollte nicht mehr verteidigt werden und wurde deshalb vom OKW zur „Offenen Stadt“ erklärt. Am 5. Mai endeten um 8.00 Uhr die Kampfhandlungen im Nordraum. In den folgenden zwei Tagen erreichten alliierte Vorauskommandos die Stadt Flensburg. Am 7. Mai 1945 autorisierte Karl Dönitz die Bedingungslose Kapitulation der Wehrmacht. Die Gefahr durch Luftangriffe endete. Vom 8. bis zum 13. Mai wurde die Stadt, mit Ausnahme des Mürwiker Sonderbereiches, schrittweise von den britischen Truppen besetzt. Die Reichsregierung im Sonderbereich Mürwik wurde schließlich am 23. Mai, im Rahmen der Operation Blackout, verhaftet. Zu den norddeutschen Städten die in der Kriegszeit bombardiert worden waren gehörten neben Flensburg, Lübeck und Kiel auch Neumünster sowie die Hamburg nahen Städte Bad Oldesloe, Elmshorn und Wedel. Die für Flensburg vorgesehenen Bombenlast bestand bis zum Kriegsende aus über 30.000 Bomben, von denen die meisten aber ihr Ziel nie erreichten. Während des Krieges waren 176 Einwohner Flensburgs durch die Luftangriffe gestorben. Als Soldaten waren fast 3000 Flensburger gefallen. Insgesamt starben 119 alliierte Soldaten bei den Luftangriffen auf die Stadt.

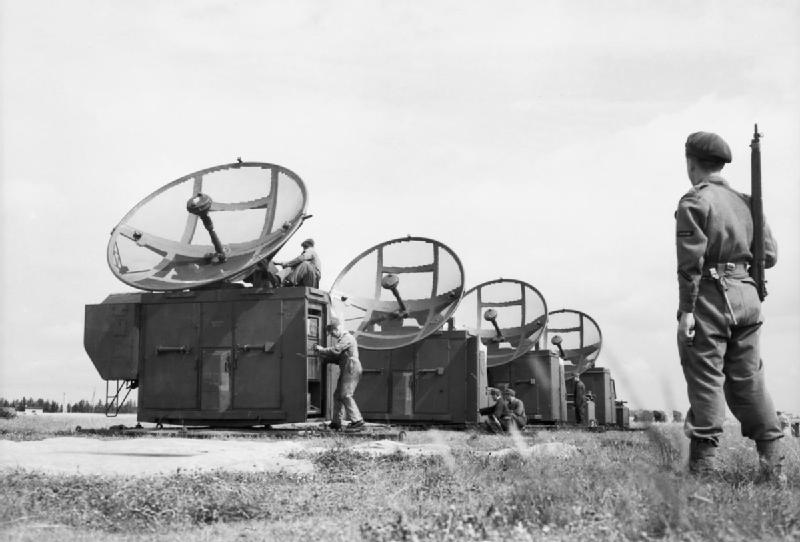
Durch britische Soldaten beschlagnahmte Radaranlagen beim dänischen Ort Grove, auf dem dortigen Militärflugplatz, die noch im August 1945 für weitere Untersuchungen ins Vereinigte Königreich gebracht wurden.

## Exercise Post Mortem
Auf Grund der erheblichen Verluste des britischen Bomber Commands während des Krieges, entstanden direkt nach dem Krieg britische Pläne, das deutsche Reichsluftverteidigungssystem in Teilen noch einmal zu reaktivieren, um eine realistische Luftkriegssimulation ohne Waffeneinsatz durchzuführen. Es sollte geklärt werden wie die Deutschen die Kontrolle über die Bombenangriffe behielten und wie sie die Verteidigung gegen die Luftangriffe organisierten. Die „Exercise Post Mortem“ (deutsch: Übung nach dem Tod) sollte im Zeitraum vom 25. Juni bis zum 7. Juli 1945 stattfinden. Das gesamte dänische Territourium sowie Teile Schleswig-Holsteins sollten als Übungsgebiet dienen. Da viele Angehörige des deutschen Nachrichtensektors und der  deutschen Luftwaffe durch die Briten im Dienst gehalten worden waren, konnten die Radaranlagen, die Luftbeobachtungsposten und das Führungsnetz wieder in Funktion genommen werden. Deutsche Waffensysteme, wie beispielsweise Jagdflugzeuge wurden dabei nicht wieder reaktiviert. Als Angriffsziel, für die über zweihundert britischen Flugzeuge, wurde die Stadt Flensburg ausgewählt. Die Übung fand wie geplant statt. Britische Beobachter zeichneten während der Übung die Handlungen der Deutschen auf. Die Erkenntnisse wurden der militärischen Nutzung zugeführt. Nach der Übung wurden die Anlagen demontiert und verschrottet. Zum Teil wurden sie auch ins Vereinigte Königreich, für weitere Untersuchungen, verbracht. Die beteiligten Wehrmachtsangehörigen gingen im Anschluss in Kriegsgefangenschaft.

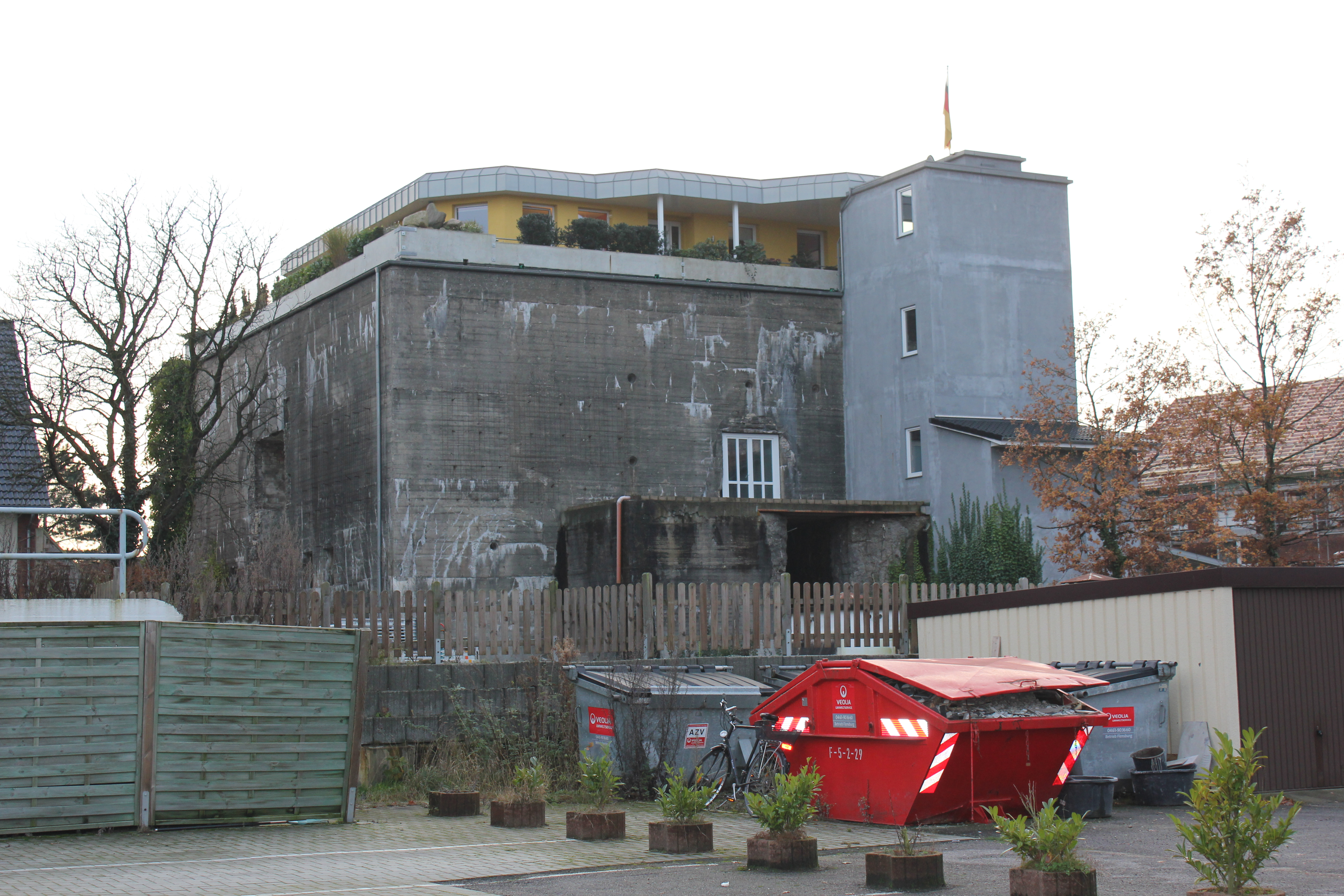
Truppenmannschaftsbunker in Mürwik auf dem sich heute ein Penthouse befindet. Es gilt als eines der skurrilsten Häuser Deutschlands.

## Legendenbildungen, Nachwirkungen und Gedenken
Es entstanden einige Legenden ohne Wahrheitsgehalt hinsichtlich der gering ausgefallenen Schäden durch Luftangriffe auf Flensburg. Beispielsweise hieß es, der dänische König habe es nicht gewollt, dänischgesinnte Schleswiger und Dänen hätten in London erfolgreich Fürbitte für die gesamte Region eingelegt, oder Churchill habe eine an der Flensburger Förde lebende Nichte gehabt. Der Historiker Broder Schwensen urteilte: „Diese Erzählungen […] sind Märchen ohne Wahrheitsgehalt. […] Alles Unfug. Der beste Beleg dafür, dass es nicht so war, ist der 19. Mai 1943, als Bomben über den Flensburger Norden niedergingen.“ Gerade in der Neustadt und in der Nordstadt lebt noch heute traditionell der größte Teil der dänischen Minderheit in der Stadt. Bombardiert wurde aber nicht nur die Westseite der Förde, sondern auch die damals weniger besiedelte Ostseite mit dem Stützpunkt, die Teil der Halbinsel Angelns ist, woher sich der Name England ableitet. Es hätte also gut dazu kommen können, dass die Engländer einen Teil ihrer eigenen kulturellen Wurzeln weggebombt hätten.
Während des Kalten Krieges war Flensburg projektiertes atomares Ziel des sowjetischen U-Boot-Stützpunktes der lettischen Stadt Libau (lett. Liepāja). Was die Bombenangriffe des Zweiten Weltkrieges nicht zerstörten, wurde anschließend teilweise durch Abrisse und Bausünden optisch zerstört. Angesichts dieser Altstadtzerstörung begann seit den 1970er Jahren ein Umdenken, so dass es seit dem immer wieder zu Sanierungsarbeiten an alten historischen Gebäuden kam. Auch einige Bunker blieben erhalten.
Ab und zu finden beim Friedhof Friedenshügel Gedenkveranstaltungen für Opfer der Luftangriffe auf Flensburg statt, so am Volkstrauertag oder jeweils am 8. Mai. Auf dem Friedhof liegen auch die Gräber der Kinder des dänischen Kindergartens, die am 19. Mai 1943 starben, und die Gräber der Kinder, die am 2./3. Mai 1945 starben. Zum Volkstrauertag 2015 und am 8. Mai 2018 legte Stadtpräsidentin Swetlana Krätzschmar Kränze für die Opfer ab und gedachte der Toten.